# Civry
Civry foi uma comuna francesa na região administrativa do Centro, no departamento Eure-et-Loir. Estendia-se por uma área de 17,5 km². Em 2010 a comuna tinha 359 habitantes (densidade: 20,5 hab./km²).
Em 1 de janeiro de 2017, passou a formar parte da nova comuna de Villemaury.